# Ramon Diokno
Ramon Diokno (Taal, 28 maart 1886 - 21 april 1954) was een Filipijns politicus en rechter. Diokno was senator van 1946 tot 1949 en rechter van het Filipijns hooggerechtshof van 1 januari 1954 tot zijn dood korte tijd later.

## Biografie
Ramon Diokno werd geboren op 28 maart 1886 in Taal, Batangas. Zijn ouders waren Paulina Marasigan en Ananias Diokno, een generaal tijdens de Filipijnse Revolutie en Filipijns-Amerikaanse Oorlog. Diokno behaalde een bachelor-diploma rechten aan het Liceo de Manila en slaagde in 1905 voor het toelatingsexamen voor de Filipijnse balie. Tijdens zijn studietijd richtte hij de Asociacion Escolar de Filipinas op en werd hij gekozen als hun eerste president. Later was Diokno een van de medeoprichters van de Jose Rizal University en doceerde hij aan deze universiteit. Ook was Diokno redacteur van La Fraternidad en El Nacionalista. Verder werkte hij naast zijn politieke activiteiten als bedrijfsjurist voor onder andere de Philippine National Bank, Manila Railroad Company, Manila Hotel Company, National Loan and Investment Board, Metropolitan Water District, National Development Company, Cebu Portland Cement Company and National Produce Exchange. 
Diokno's politieke carrière begon toen hij in 1908 werd gekozen als raadslid van Manilla. In 1916 werd hij gekozen als lid van het Filipijns Huis van Afgevaardigden namens het eerste kiesdisctrict van de provincie Batangas. In 1934 werd hij opnieuw gekozen als afgevaardigde van het eerste kiesdistrict. In zijn tijd als afgevaardigde was hij onder andere verantwoordelijk voor de aanleg van de weg van Tagaytay naar Lemery, die nu bekendstaat als Ramon Diokno Highway. Bij de verkiezingen van 1935 was Diokno een van de campagne-managers van Manuel Quezon. Na Quezon's verkiezing tot president werd Diokno direct benoemd tot diens Corporate Counsel. Na de Tweede Wereldoorlog won hij bij de senaatsverkiezingen van 1946 een zetel in de Senaat voor een termijn van drie jaar.
Op 1 april 1954 werd Diokno benoemd tot rechter in het Filipijns hooggerechtshof. Enkele maanden later overleed hij op 68-jarige leeftijd. Diokno trouwde tweemaal. In totaal kreeg hij tien kinderen, waaronder Jose Diokno, die net als zijn vader advocaat en senator zou worden.